# Polnische Badmintonmeisterschaft 2011
Die Polnische Badmintonmeisterschaft 2011 fand vom 4. bis zum 6. Februar 2011 in Słupsk statt. Es war die 47. Austragung der Titelkämpfe.

## Medaillengewinner
| Disziplin    | Gold                                                                                 | Silber                                                                                 | Bronze |
| Herreneinzel | Przemysław Wacha (Technik Głubczyce)                                                 | Rafał Hawel (Piast Słupsk)                                                             | Adrian Dziółko (Hubal Białystok) Wojciech Poszelężny (LUKS Badminton Choroszcz)                                                                                  |
| Dameneinzel  | Kamila Augustyn (SKB Piast Słupsk)                                                   | Anna Narel (LUKS Badminton Choroszcz)                                                  | Natalia Pocztowiak (Technik Głubczyce) Aleksandra Wałaszek (Technik Głubczyce)                                                                                   |
| Herrendoppel | Adam Cwalina (SKB Litpol-Malow Suwałki) Michał Łogosz (SKB Litpol-Malow Suwałki)     | Łukasz Moreń (SKB Litpol-Malow Suwałki) Wojciech Szkudlarczyk (Technik Głubczyce)      | Mateusz Dubowski (Hubal Białystok) Michał Rogalski (Hubal Białystok) Krzysztof Maślanka (UKS 15 Kędzierzyn-Koźle) Wojciech Poszelężny (LUKS Badminton Choroszcz) |
| Damendoppel  | Małgorzata Kurdelska (SKB Litpol-Malow Suwałki) Nadieżda Zięba (UKS Hubal Białystok) | Monika Bieńkowska (UKS 15 Kędzierzyn-Koźle) Angelika Węgrzyn (UKS 15 Kędzierzyn-Koźle) | Katarzyna Garbacka (AZS UW Warszawa) Kinga Rudolf (Kolejarz Częstochowa) Barbara Kulanty (AZS AGH Kraków) Katarzyna Wójcik (AZS AGH Kraków)                      |
| Mixed        | Rafał Hawel (Piast Słupsk) Kamila Augustyn (Piast Słupsk)                            | Dariusz Zięba (LUKS Badminton Choroszcz) Nadieżda Zięba (UKS Hubal Białystok)          | Wojciech Szkudlarczyk (Technik Głubczyce) Agnieszka Wojtkowska (Technik Głubczyce) Hubert Pączek (AZS AGH Kraków) Monika Bieńkowska (UKS 15 Kędzierzyn-Koźle)    |